# Max Jones (Eishockeyspieler)
Max Jones (* 17. Februar 1998 in Rochester, Michigan) ist ein US-amerikanischer Eishockeyspieler, der seit März 2025 bei den Edmonton Oilers in der National Hockey League unter Vertrag steht. Zuvor verbrachte der linke Flügelstürmer über sechs Jahre in der Organisation der Anaheim Ducks und spielte kurzzeitig für die Boston Bruins.

## Karriere

### Jugend
Max Jones spielte in seiner Jugend unter anderem für das prestigeträchtige Nachwuchsprogramm Detroit HoneyBaked, bevor er zur Saison 2014/15 ins USA Hockey National Team Development Program (NTDP) wechselte, die zentrale Talenteschmiede des US-amerikanischen Verbandes USA Hockey. Für die Auswahlen des NTDP lief der Flügelstürmer jedoch nur eines der üblichen zwei Jahre in der United States Hockey League auf, da er zum Folgejahr in die kanadische Ontario Hockey League (OHL) zu den London Knights wechselte. Dort überzeugte er in seiner ersten Saison mit körperbetontem Spiel und 52 Scorerpunkten aus 63 Spielen, während er mit den Knights nicht nur die OHL-Playoffs um den J. Ross Robertson Cup, sondern auch den anschließenden Memorial Cup gewann. In der Folge wählten ihn die Anaheim Ducks im NHL Entry Draft 2016 an 24. Position aus und statteten ihn im August gleichen Jahres mit einem Einstiegsvertrag aus.
Vorerst kehrte Jones allerdings nach London in die OHL zurück, wo er 2016/17 verletzungsbedingt nur 33 Spiele in der regulären Saison absolvierte. Sein Profidebüt gab er gegen Ende der Spielzeit für das Farmteam der Ducks, die San Diego Gulls, im Rahmen der Playoffs der American Hockey League (AHL). Nachdem Anaheim den US-Amerikaner für eine letzte Spielzeit in den Juniorenbereich zurückgeschickt hatte, gaben ihn die Knights im Januar 2018 innerhalb der OHL an die Kingston Frontenacs ab und erhielten dafür den russischen Angreifer Sergei Popow sowie zwei Draft-Wahlrechte für die OHL Priority Selection. Bei den Frontenacs beendete er die Spielzeit 2017/18 und zugleich seine Zeit im Nachwuchsbereich.

### NHL
Mit Beginn der Saison 2018/19 wechselte Jones fest in die Organisation der Anaheim Ducks, die ihn vorerst weiterhin bei den San Diego Gulls in der AHL einsetzten. Dort trat er als regelmäßiger Scorer in Erscheinung, sodass er im Januar 2019 sein Debüt für die Ducks in der National Hockey League (NHL) gab. In deren Aufgebot kam er bis zum Ende der Spielzeit auf 30 Partien und kommt dort seither regelmäßig zu Einsatzzeit. Die Spielzeit 2021/22 verpasste er allerdings nahezu komplett aufgrund eines Muskelrisses im Oberarm.
Nach der Saison 2023/24 verließ Jones die Ducks nach über sechs Jahren als Free Agent und schloss sich im Juli 2024 den Boston Bruins an. Dort wiederum war er nur bis März 2025 aktiv, als er in einem größeren Tauschgeschäft, das unter anderem auch Trent Frederic umfasste, zu den Edmonton Oilers wechselte. Mit den Oilers erreichte er das Finale der Stanley-Cup-Playoffs 2025, unterlag dort allerdings den Florida Panthers (2:4).

### International
Erste internationale Erfahrungen sammelte Jones während seiner Zeit beim NTDP, mit dessen U17-Team er an der World U-17 Hockey Challenge 2014 im November teilnahm und dort die Silbermedaille errang. Dabei wurde der Angreifer mit sieben Treffern zum besten Torschützen des Turniers, sodass er im All-Star-Team berücksichtigt wurde. Anschließend vertrat der Angreifer sein Heimatland mit der U20-Nationalmannschaft bei der U20-Weltmeisterschaft 2018 und gewann dort mit dem Team die Bronzemedaille.

## Erfolge und Auszeichnungen
- 2016 Teilnahme am CHL Top Prospects Game
- 2016 J.-Ross-Robertson-Cup-Gewinn mit den London Knights
- 2016 Memorial-Cup-Gewinn mit den London Knights

### International
- 2014 Silbermedaille bei der World U-17 Hockey Challenge
- 2014 All-Star-Team und bester Torschütze (7) der World U-17 Hockey Challenge
- 2018 Bronzemedaille bei der U20-Weltmeisterschaft

## Karrierestatistik
Stand: Ende der Saison 2024/25

### International
Vertrat die USA bei:
- World U-17 Hockey Challenge 2014 im November
- U20-Weltmeisterschaft 2018

(Legende zur Spielerstatistik: Sp oder GP = absolvierte Spiele; T oder G = erzielte Tore; V oder A = erzielte Assists; Pkt oder Pts = erzielte Scorerpunkte; SM oder PIM = erhaltene Strafminuten; +/− = Plus/Minus-Bilanz; PP = erzielte Überzahltore; SH = erzielte Unterzahltore; GW = erzielte Siegtore; 1 Play-downs/Relegation; Kursiv: Statistik nicht vollständig)

## Familie
Sein Vater Brad Jones war ebenfalls Eishockeyspieler und bestritt in den 1980er und 1990er Jahren knapp 150 Partien für die Winnipeg Jets, Los Angeles Kings und Philadelphia Flyers in der NHL. Sein Bruder Mitch Jones ist ebenfalls Eishockeyprofi.